# Sekong
Sekong ou Xekong é uma província do Laos. Sua capital é a cidade de Ban Phone.
A província foi criada em 1983, quando foi desmembrada de Saravane.

## Distritos
- Kalum
- Thateng
- Lamam
- Dakchung